# Subaru Stella
El Subaru Stella, es un vehículo fabricado por Fuji Heavy Industries. Su nombre es estrella en italiano y hace referencia al logo de Subaru. Se fabricó desde 2006 hasta 2019.

## Descripción
El Subaru Stella es un automóvil japonés de 5 puertas fabricado por Subaru desde junio de 2006. Puede alojar 4 pasajeros.
La estructura del Stella está basada en la misma del Subaru R2. Puede ser considerado el reemplazo directo del Subaru Pleo.
En Japón se le considera un coche kei por sus dimensiones.
La segunda generación del Stella se redenominó Daihatsu Move y fue lanzado en Japón el 11 de mayo de 2011.

## Versión eléctrica
En junio de 2008, Subaru presentó su concepto de un vehículo eléctrico, combinando la plataforma del Stella y el manejo eléctrico del Subaru R1e, el cual usa baterías de iones de litio (TEPCO). Fue exhibido por primera vez en la G8 de julio de 2007. Fuji anunció en 2009 que planeaban vender 170 unidades antes de marzo de 2010.
El Subaru Stella EV tiene una autonomía de 88 km. Puede alcanzar una velocidad de 100 km/h. Dispone de un motor eléctrico de 47 kW (64 CV) con un par motor máximo de 170 N·m.
Puede recargar las baterías hasta el 80% en 15 minutos en un cargador rápido o en 5 horas en un enchufe doméstico de 230  V.
Este modelo no se vendió en la Unión Europea.